# グレート・インテリジェンス
グレート・インテリジェンス（英語: Great Intelligence）は、イギリスBBCのテレビドラマ『ドクター・フー』に登場する地球外生命体の1種である。1967年から登場し、新シリーズでは2012年クリスマススペシャル「スノーメン」からシリーズ7「ドクターの名前」にかけて登場した。大知性体（だいちせいたい）とも呼称される。
知性だけの存在であり、物理的な形状を持たない。そのため、作中ではロボットや雪などを支配して入れ物を作り、それを通して他の種族とのコンタクトをとっている。また形を持たないためインターネットや夢などの場にも侵入できる。

## 起源
ヘンリー・リンカーンとマーヴィン・ヘイスマンにより考案されたエイリアンであり、シーズン5「The Abominable Snowmen」でロボットである雪男とともに登場した。その後同シーズン「The Web of Fear」で雪男とともに再登場を果たしたが、同年にリンカーンとヘイスマンの間で権利関係のトラブルが発生したため旧シリーズの登場はそれきりとなった。新シリーズではリチャード・E・グラントがグレート・インテリジェンスを演じて再登場した。

## 登場

### 旧シリーズ
シーズン5「The Abominable Snowmen」で初登場を果たす。球体に内在しており、チベットで雪男を使役しながら肉体を手に入れようと画策していたが、2代目ドクターらに阻まれることとなった。同シーズン「The Web of Fear」では1975年のロンドンに侵攻する。2代目ドクターの知性を手に入れようと計画し、雪男の軍団を用いて地下鉄を制圧する。さらに人間による軍事的抵抗を阻害するべく軍人の肉体を乗っ取ったが、再び2代目ドクターに敗れた。

### 新シリーズ

#### スノーメン

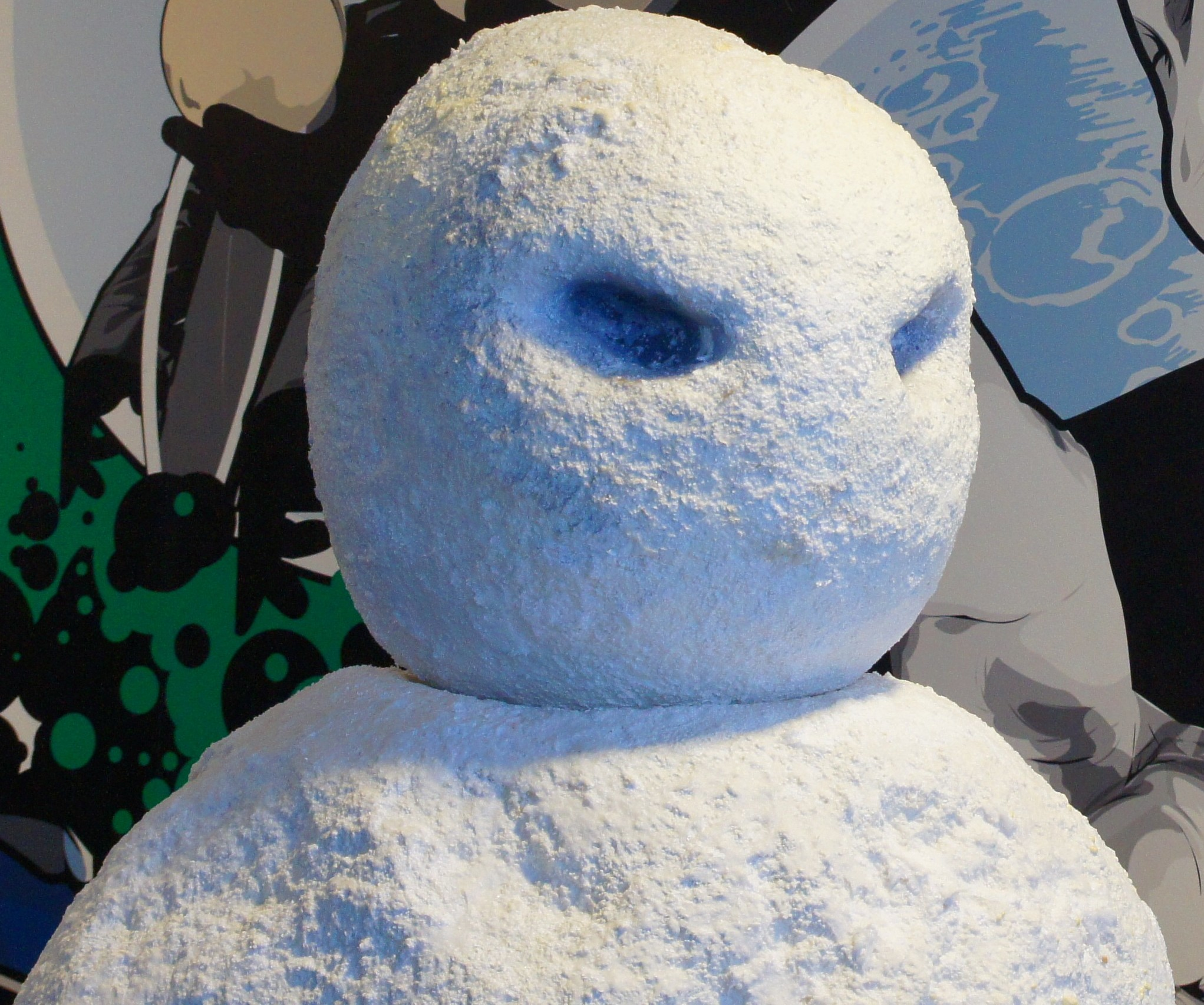
人間の意思に応じ出現する雪だるま

2012年クリスマススペシャル「スノーメン」で新シリーズにおける初登場を果たす。19世紀の科学者であるシメオン博士の人生に幼少期から干渉し、彼と共に自らの肉体を手に入れようと長期に及ぶ計画を立て始める。1892年でついに行動を起こし、池で溺死したガヴァネスの凍死体から得られるDNAを手に入れるべく、人間の意思を感知する雪から雪だるまを生成し11代目ドクターとクララ・オズワルドを追い詰める。研究所に乗り込んだドクターの手によりシメオン博士は数十年分の記憶を消され無力化されるが、インテリジェンスは空っぽになったシメオン博士の肉体を媒体に11代目ドクターを瀕死に追い込む。しかし同時にクララが死亡し人々がその死に涙したことで、人の意思とリンクしている雪が融解、インテリジェンスは外界との接触手段を失い無力化された。

#### セント・ジョンの鐘
「スノーメン」以降もインテリジェンスの存在は消滅しておらず、ザ・シャードを拠点としてインターネットを利用し人々の魂を収穫する。今度も長きにわたって計画を立てており、数十人の人間を長年支配して作業を行っていた。。人類の家畜化を目的としていたが、11代目ドクターの作戦により全ての魂がインターネットからダウンロードされ解放される。事件解決後、UNITの操作を妨害するために作業員全員の記憶を消去し、インテリジェンスは去った。
このときもシメオン博士の姿をしており、「ドクターの名前」でもシメオン博士の姿で登場する。

#### ドクターの名前
シリーズ7のフィナーレで再登場を果たす。ウィスパーメンと呼称される軍団を生み出し、ドクターの墓の在り処を暴く。その事態を重く見たヴァストラたちはドリーム会議を開くが、ウィスパーメンはドリーム会議にも襲撃を仕掛けジェニーを殺害、マダム・ヴァストラとストラックスを惑星トレンザロアに拉致する。惑星トレンザロアにはドクターの墓があり、そこに保存されているドクターのタイムラインに侵入しようと画策する。
ドリーム会議に出席していたクララから伝言を受けた11代目ドクターはトレンザロアに向かい、ウィスパーメンによる襲撃を受ける。ドクターたちとウィスパーメンの戦いとなった末にドクターの墓が開けられ、インテリジェンスは「人生の1分1秒を苦痛に満たしてやる」と宣言しタイムラインに突入した。結果、トレンザロアにいるウィスパーメンとグレート・インテリジェンスは消滅。その代わりに今までドクターが生きてきた歴史の全てにグレート・インテリジェンスが出現し、ドクターの勝利を全て敗北へ上書きしていった。クララがタイムラインに飛び込んで歴史を修正し、インテリジェンスの野望は阻まれることとなった。
ドクターが人生の途中で死ぬと宇宙の消滅という事態にまで発展し結局はグレート・インテリジェンス自体も消滅してしまうが、自らの命を投げうってまでドクターに苦痛を与えんとする非常に執念深い性格となっていた。

## ウィスパーメン

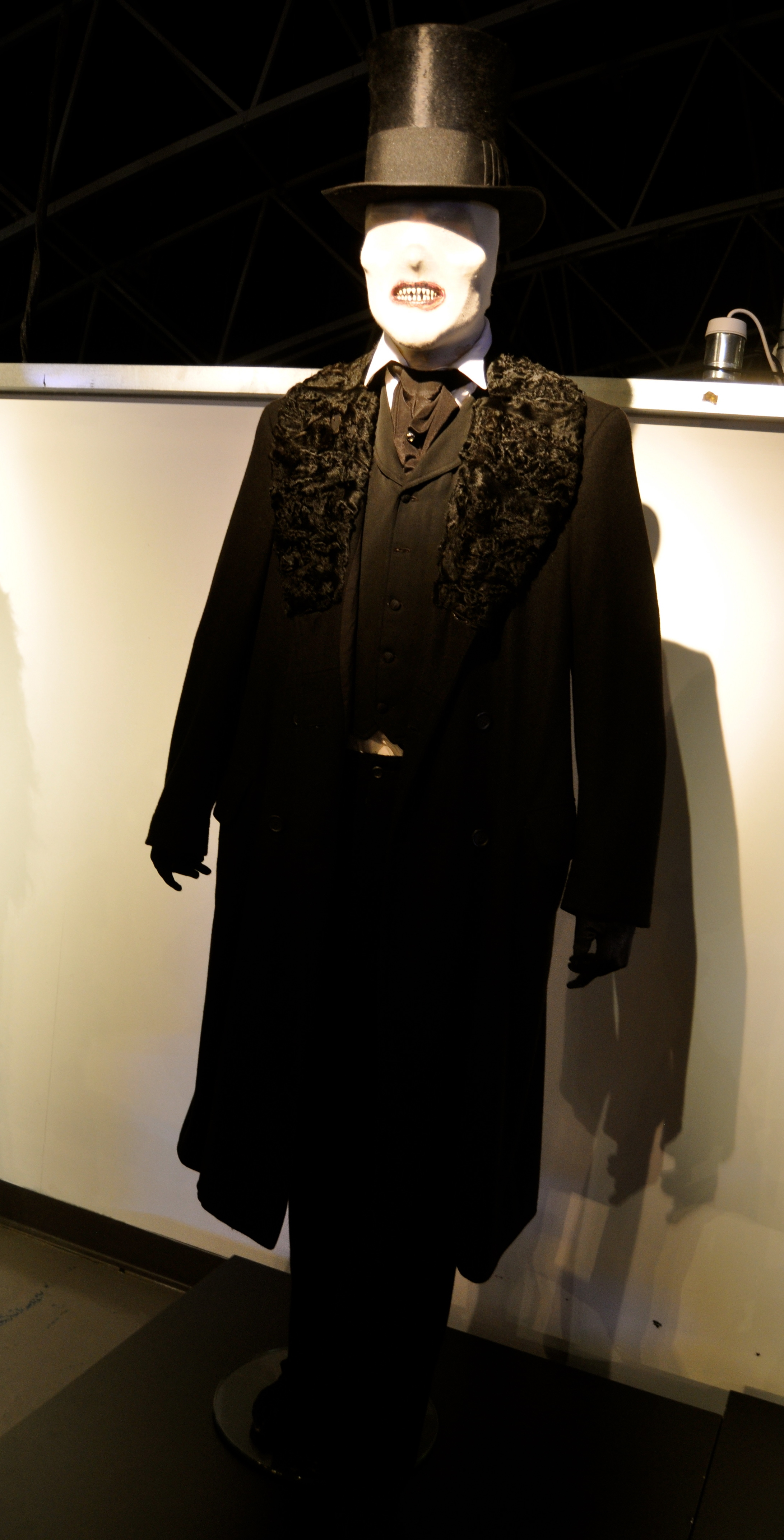
ウィスパーメンの1体

シリーズ7「ドクターの名前」に登場した軍隊はウィスパーメンと呼称され、口と鼻だけがある白い顔のヒューノマイドのような姿をしている。その正体はグレート・インテリジェンスであるため実体はなく、物理攻撃は一切通用しない。逆にウィスパーメン側は相手のガードをすり抜けての攻撃を可能であり、ダメージを受けることなく一方的に攻撃ができる。さらにウィスパーメンの集団にはリーダーは存在せず、どの個体でもシメオン博士の姿を模す、消滅するなど自由自在に姿を変えられる。
ドリーム会議に出席中のジェニーを殺害してマダム・ヴァストラとストラックスを拉致、さらに会議に侵入してクララとリヴァー・ソングに対しドクターにトレンザロアのことを伝えるよう命じた。